# Déchet d'activités économiques
Pour un article plus général, voir Déchet.
Pour les articles homonymes, voir DAE.

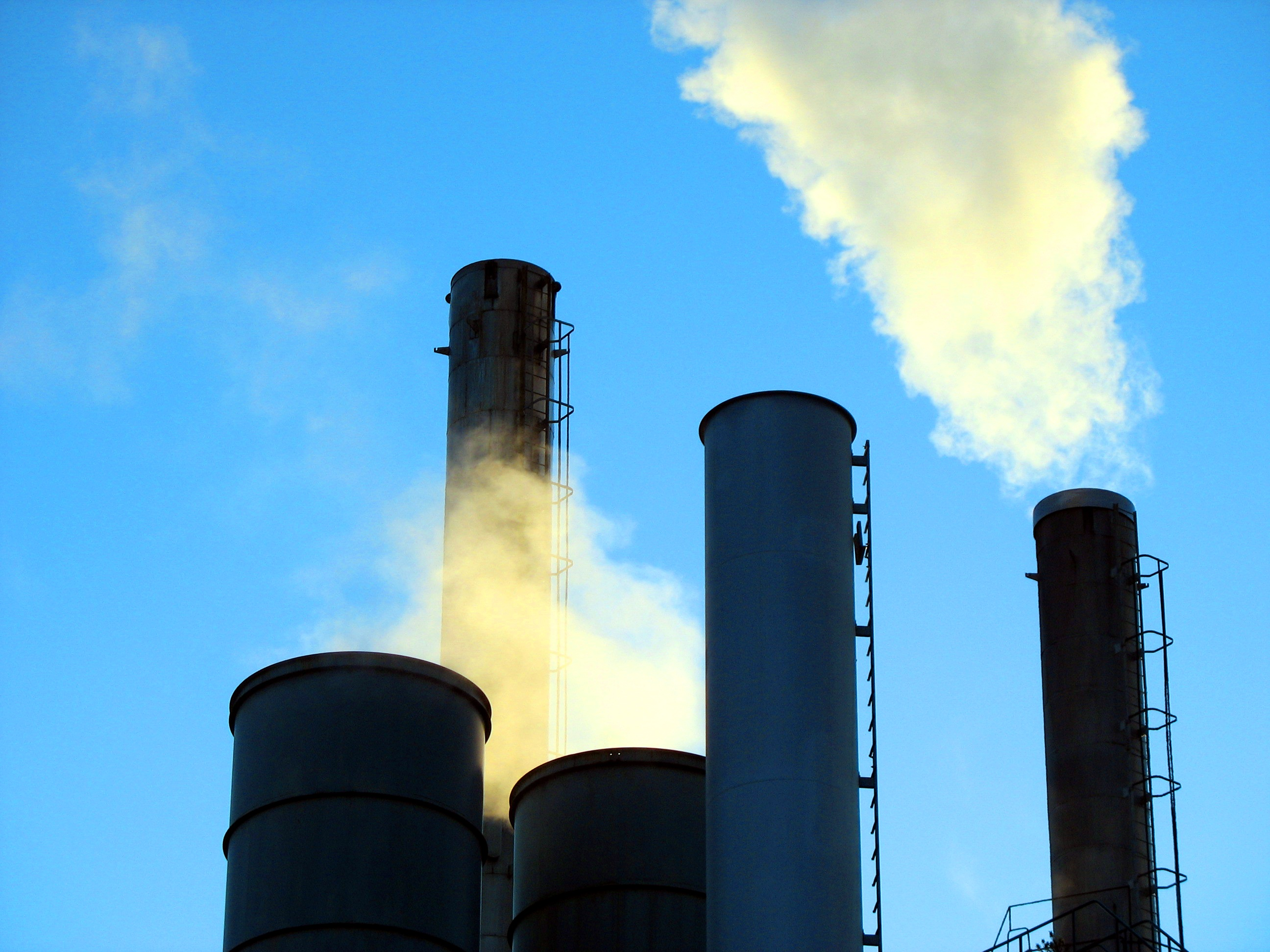
Émission rejetée par une industrie

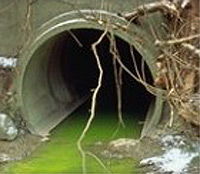
Pollution de l'eau

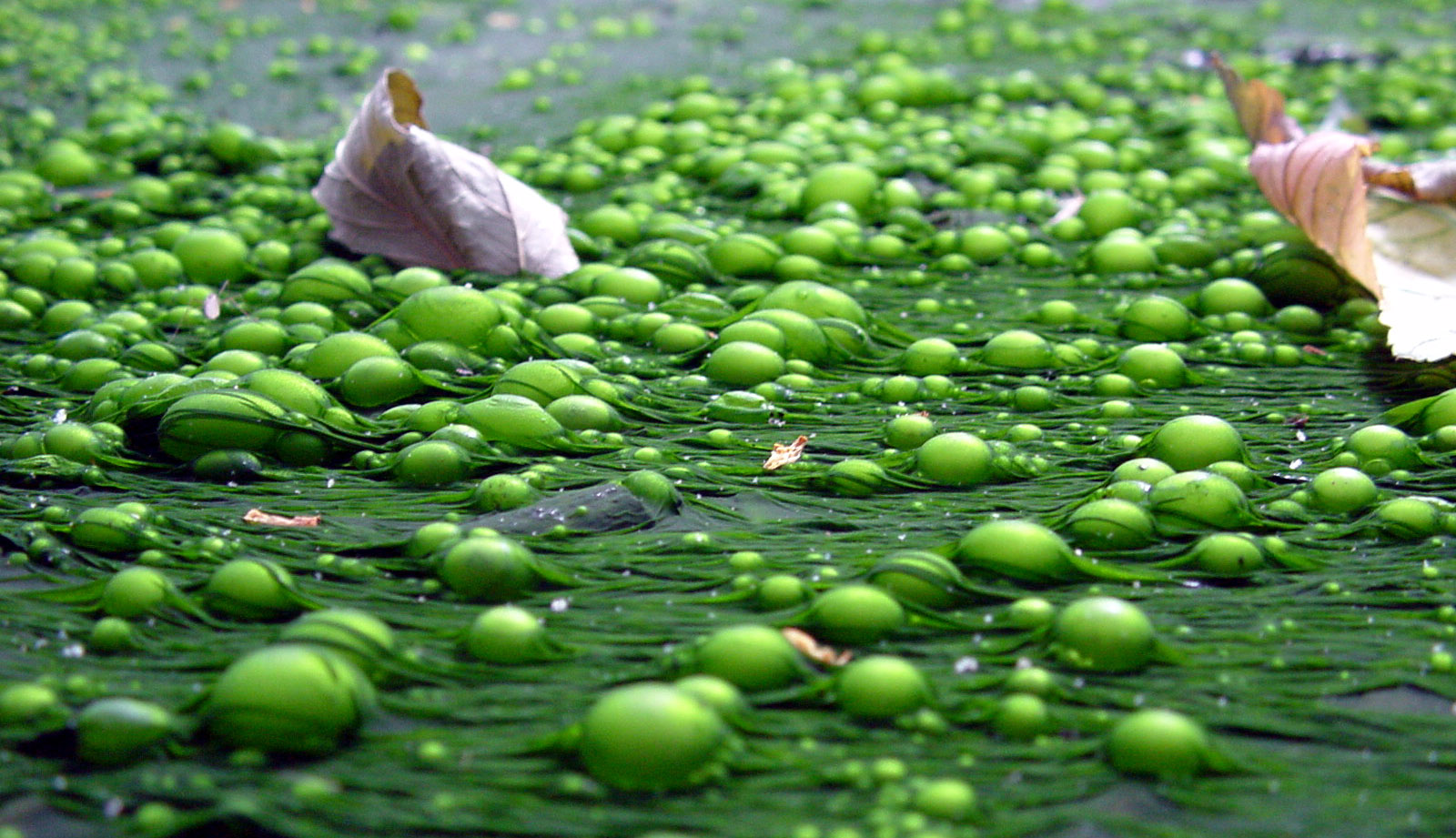
L'eutrophisation est causée par l'enrichissement d'un écosystème par des produits chimiques.

Les déchets d'activités économiques (DAE), anciennement appelés déchets industriels, sont des déchets produits par les activités économiques (industrie, secteur manufacturier, bâtiment et travaux publics (BTP), secteur tertiaire, agriculture, etc.).
Dans le cadre de la responsabilité élargie du producteur, le producteur est responsable de la gestion de ses déchets jusqu'à leur élimination ou leur valorisation finale.

## Définition
En France, le code de l'environnement définit les déchets d'activités économiques comme étant « tout déchet, dangereux ou non dangereux, dont le producteur initial n'est pas un ménage ».
Le terme « déchet d'activité économique » est désormais préféré au terme « déchet industriel » afin de tenir compte de la diversité d’activités produisant ces déchets. A noter qu'il est encore couramment utilisé les termes suivants, :
- Déchets industriels spéciaux (DIS), équivalent de déchets d'activités économiques dangereux : déchets toxiques, déchets chimiques ou encore déchets nucléaires. Ceux-ci nécessitent des techniques de précautions particulières de protection de l'environnement et d'un contrôle administratif renforcé en matière de stockage ou de transport.
- Déchets industriels banals (DIB), équivalent de déchets d'activités économiques non dangereux non inertes[7] : ils sont en général composés de papiers, cartons, plastiques, bois, métaux, verres, matières organiques, végétales ou animales, résultant de l'utilisation d'emballages, de rebuts ou de chutes de fabrication. Ces déchets sont plus faciles à valoriser ou à recycler que les DAE dangereux.
- Déchets industriels inertes, équivalent de déchets d'activités économiques inertes : déchets qui ne subissent aucune modification physique, chimique ou biologique importante. Ils sont principalement issus du BTP. Pour autant, leur catégorisation peut être trompeuse, comme l'a montré l'exemple du plâtre qui, mélangé avec certaines substances, peut produire du gaz malodorant[8].

A noter également que les « déchets assimilés » regroupent les déchets d'activités économiques pouvant être collectés avec ceux des ménages sans sujétion technique particulière, eu égard à leurs caractéristiques et aux quantités produites. Par conséquent, les « déchets ménagers et assimilés » (DMA) sont la somme des déchets ménagers et des déchets assimilés.

## Statistiques
En 2012, la production de déchets en France représente 345 millions de tonnes, dont 315 millions de tonnes de déchets produites par les activités économiques réparties de la manière suivante :
| Secteur d'activité                                                               | Déchets non dangereux (en million de tonnes) | Déchets dangereux (en million de tonnes) | Total (en million de tonnes) | Part des DAE |
| -------------------------------------------------------------------------------- | -------------------------------------------- | ---------------------------------------- | ---------------------------- | ------------ |
| Bâtiment et travaux publics (BTP)                                                | 244,3                                        | 2,4                                      | 246,7                        | 78,4 %       |
| Industrie (hors traitement de déchets et dépollution)                            | 21,1                                         | 2,8                                      | 23,9                         | 7,6 %        |
| Tertiaire (services, transports et commerces)                                    | 20,6                                         | 1,5                                      | 22,1                         | 7 %          |
| Traitement de déchets, assainissement et dépollution                             | 14,6                                         | 4                                        | 18,6                         | 5,9 %        |
| Production et distribution d'électricité, de gaz, de vapeur et d'air conditionné | 2,1                                          | -                                        | 2,1                          | 0,7 %        |
| Pêche et agriculture                                                             | 1                                            | 0,3                                      | 1,3                          | 0,4 %        |
| Total                                                                            | 303,6                                        | 11,1                                     | 314,7                        | 100 %        |

Hors construction, la France fait partie des pays européens qui produisent le moins de déchets d’activités économiques par habitant : 1,5 tonne de déchets par habitant en 2012 contre 2,1 tonnes pour l’Allemagne, 2,2 tonnes pour le Royaume-Uni, 3,8 tonnes pour la Belgique et plus de 14 tonnes pour la Finlande, la Suède, l’Estonie ou la Bulgarie. Ces tonnages sont légèrement plus élevés qu’en 2010 pour la plupart des pays observés.
En revanche, les activités de construction produisent en moyenne deux fois plus de déchets en France que dans les autres pays européens.

## Valorisation
Il est possible de valoriser des déchets qui ont une valeur positive et qui peuvent trouver une nouvelle utilité, soit en recyclant, soit par des procédés qui permettraient d'en tirer de nouveaux matériaux ou en optimisant le contenu énergétique des déchets. D'autre part, l’élimination finale consiste en la destruction ou le dépôt définitif sur ou dans le sol.
De plus en plus d'industries considèrent l'élimination coûteuse.
Plusieurs secteurs préfèrent ainsi donner une valeur commerciale positive à leurs déchets et tentent d'en tirer une valeur d’échange positive. Par exemple, la production de laitier de sidérurgie qui entre dans la fabrication de ciment laitier et consomme 70 % moins d'énergie que le ciment Portland. On parle alors dans ce cas d'économie circulaire, d'écologie industrielle voire de mine urbaine.
Certains experts du BRGM ont toutefois tempéré l'intérêt des mines urbaines pour l'approvisionnement de matières premières, tout en soulignant leur importance dans la protection de l'environnement.

## Réduction
En France, l’objectif affiché dans le plan national de réduction et de valorisation des déchets 2014-2020 est une réduction de 4 % des déchets d’activités économiques produits par unité de PIB en 2020 par rapport à 2010.